# 유시 할라아호

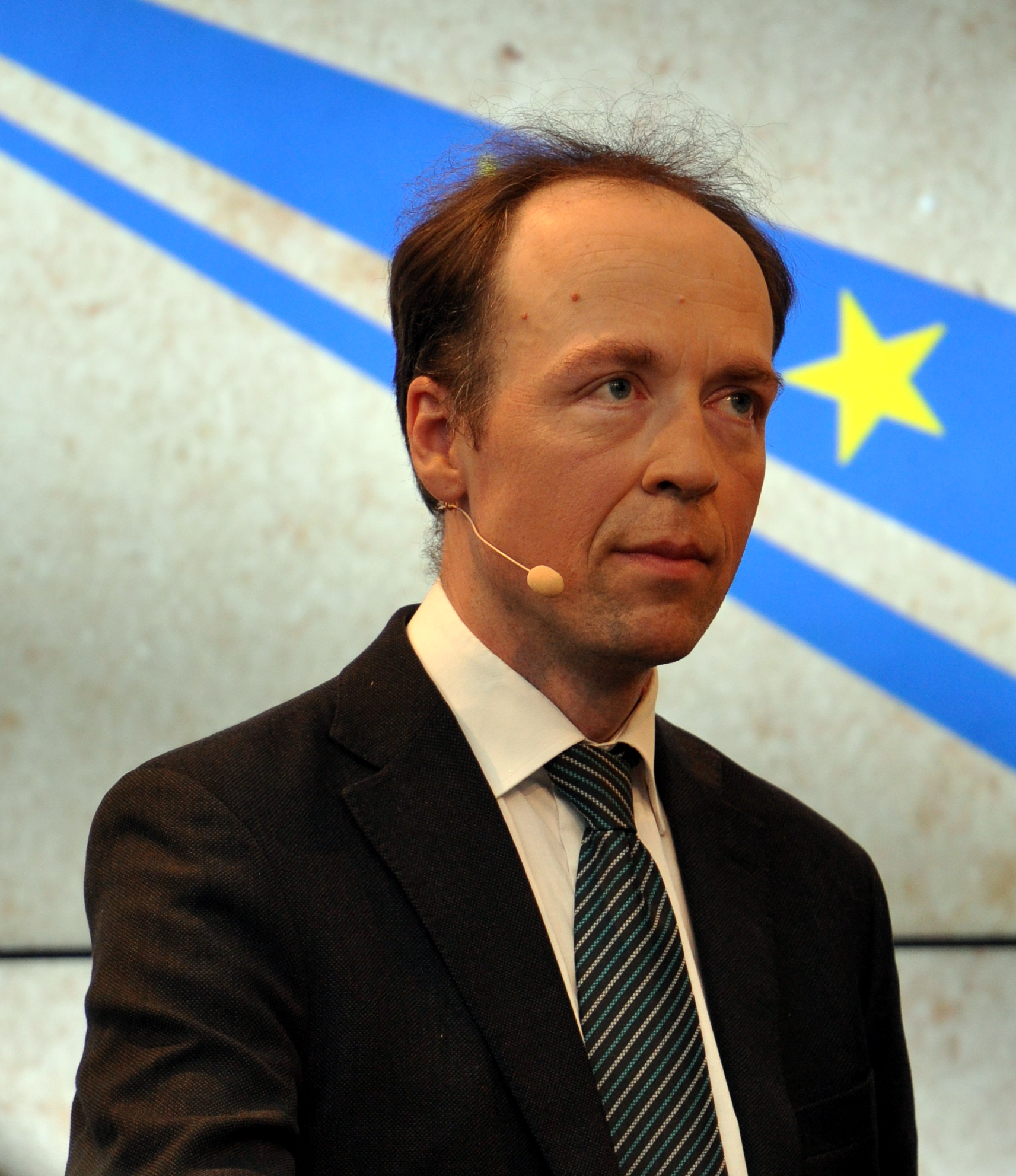
유시 할라아호

유시 크리스티안 할라아호(핀란드어: Jussi Kristian Halla-aho, 1971년 4월 27일 탐페레 ~ )은 핀란드의 정치인으로 포퓰리즘, 내셔널리즘 정당인 핀인당(핀란드어: Perussuomalaiset, 스웨덴어: Sannfinländarna)의 당수이다.
2008년 헬싱키 시의회에 선출했다. 2017년부터 핀인당 당수로 역임하고 있다.

## 역대 선거 결과
| 선거명      | 직책명          | 대수 | 정당   | 득표율 | 득표수    | 결과 | 당락 |
| ----------- | --------------- | ---- | ------ | ------ | --------- | ---- | ---- |
| 2024년 선거 | 핀란드의 대통령 | 13대 | 핀인당 | 18.99% | 615,802표 | 3위  | 낙선 |